# Hollywood (rivista)
Hollywood, nome completo Hollywood - settimanale cinematografico, è stata una rivista di cinema fondata e diretta nel 1945 da Adriano Baracco per le edizioni Avagliano di Milano, le stesse che nel 1948 editeranno la rivista Cinema nella nuova serie. In contemporanea uscì anche la rivista Novelle Film.
Ospitava articoli sui film in lavorazione, profili degli attori e registi italiani e stranieri, privilegiando l'apparato iconografico. Ma soprattutto fu la prima rivista cinematografica a ospitare le recensioni dei lettori. Alcuni di essi passeranno al professionismo, come Ermanno Comuzio, Fabio Rinaudo, Ernesto G. Laura, Enrico Lancia e diversi altri. Vi scrissero recensioni anche Renzo Renzi e il futuro regista Vittorio Taviani.
Il primo numero della rivista uscì il 18 settembre 1945, l'ultimo (il 380°) il 31 dicembre 1952. Sarà sostituita da Festival.

## Citazioni
La rivista viene citata esplicitamente nel film La signora senza camelie di Michelangelo Antonioni.